# غريس فالنتاين
غريس فالنتاين (بالإنجليزية: Grace Valentine)‏ هي ممثلة أمريكية، ولدت في 14 فبراير 1884 في الولايات المتحدة، وتوفيت في 14 نوفمبر 1964 بنيويورك في الولايات المتحدة.

## وصلات خارجية
- غريس فالنتاين على موقع IMDb (الإنجليزية)
- غريس فالنتاين على موقع قاعدة بيانات برودواي على الإنترنت (الإنجليزية)
- غريس فالنتاين على موقع قاعدة بيانات الفيلم (الإنجليزية)